# Lembras
Lembras is een gemeente in het Franse departement Dordogne (regio Nouvelle-Aquitaine). De plaats maakt deel uit van het arrondissement Bergerac. Lembras telde op 1 januari 2022 1.255 inwoners.

## Geografie
De oppervlakte van Lembras bedraagt 10,59 km², de bevolkingsdichtheid is 114 inwoners per km² (per 1 januari 2019).
De onderstaande kaart toont de ligging van Lembras met de belangrijkste infrastructuur en aangrenzende gemeenten.

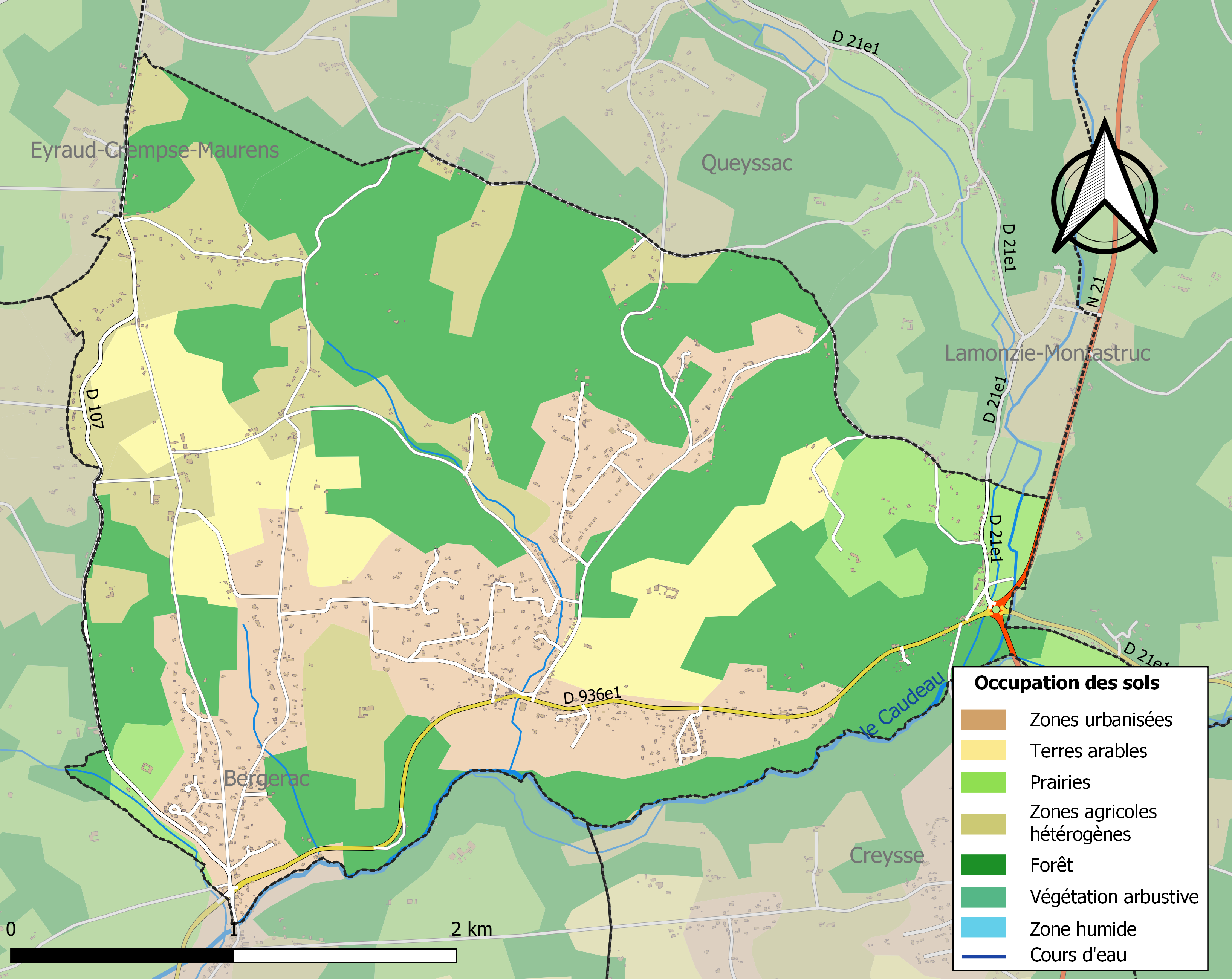

## Demografie
Onderstaande figuur toont het verloop van het inwonertal (bron: INSEE-tellingen).